# Amador de Ròcamador
|  | Per a altres significats, vegeu «Sant Amador (desambiguació)». |

Amador és un personatge llegendari, fundador del santuari de la Mare de Déu de Ròcamador. És venerat com a sant per l'Església catòlica.

## Llegendes
La tradició el fa eremita a Ròcamador (Òlt, Migdia-Pirineus), i fundador del santuari dedicat a la Mare de Déu negra del mateix nom. En 1162 es va trobar al santuari una tomba amb un cos ben conservat, de qui no se sabia la identitat. La troballa va donar origen a la llegenda d'Amador, l'eremita fundador, amb diverses versions.
Una el feia servent de Maria, mare de Jesús, que s'havia casat amb Verònica i, amb aquesta, havia anat a la Gàl·lia a evangelitzar-la. Embarcats en una nau fràgil, però guiats per un àngel, van arribar a les costes d'Aquitània, on van trobar el bisbe Marcial de Llemotges (que segons una tradició inversemblant hi havia estat enviat pel mateix Pere apòstol des de Roma). D'allí marxaren a Roma, on assistiren als martiris dels sants Pere i Pau de Tars, i tornaren a la Gàl·lia. En morir Verònica, Zaqueu es retirà a fer vida eremítica a Quercy i hi aixecà una capella dedicada a la Mare de Déu, morint-hi poc després.
Una altra versió l'identificava amb Zaqueu, el personatge de l'Evangeli segons Lluc, 19, 1-10, recaptador d'impostos, que vol veure Jesús a Jericó.

## Historicitat i veneració
Les dues versions no es remunten més enllà del segle xii. Cap de les llegendes té fonament històric i és ben possible que el cos no correspongui a cap sant. La llegenda pot haver sorgit de la presència d'algun eremita o la seva confusió amb el sant bisbe Amador d'Auxerre. La popularitat del santuari i la Mare de Déu van fer que, de retruc, la llegenda del sant s'estengués per la regió i fos venerat com a sant.
La seva festivitat és el 20 d'agost.